# Chimarra tapanti
Chimarra tapanti är en nattsländeart som beskrevs av Roger J. Blahnik 1998. Chimarra tapanti ingår i släktet Chimarra och familjen stengömmenattsländor. Inga underarter finns listade i Catalogue of Life.